# Дворец Вертгейма

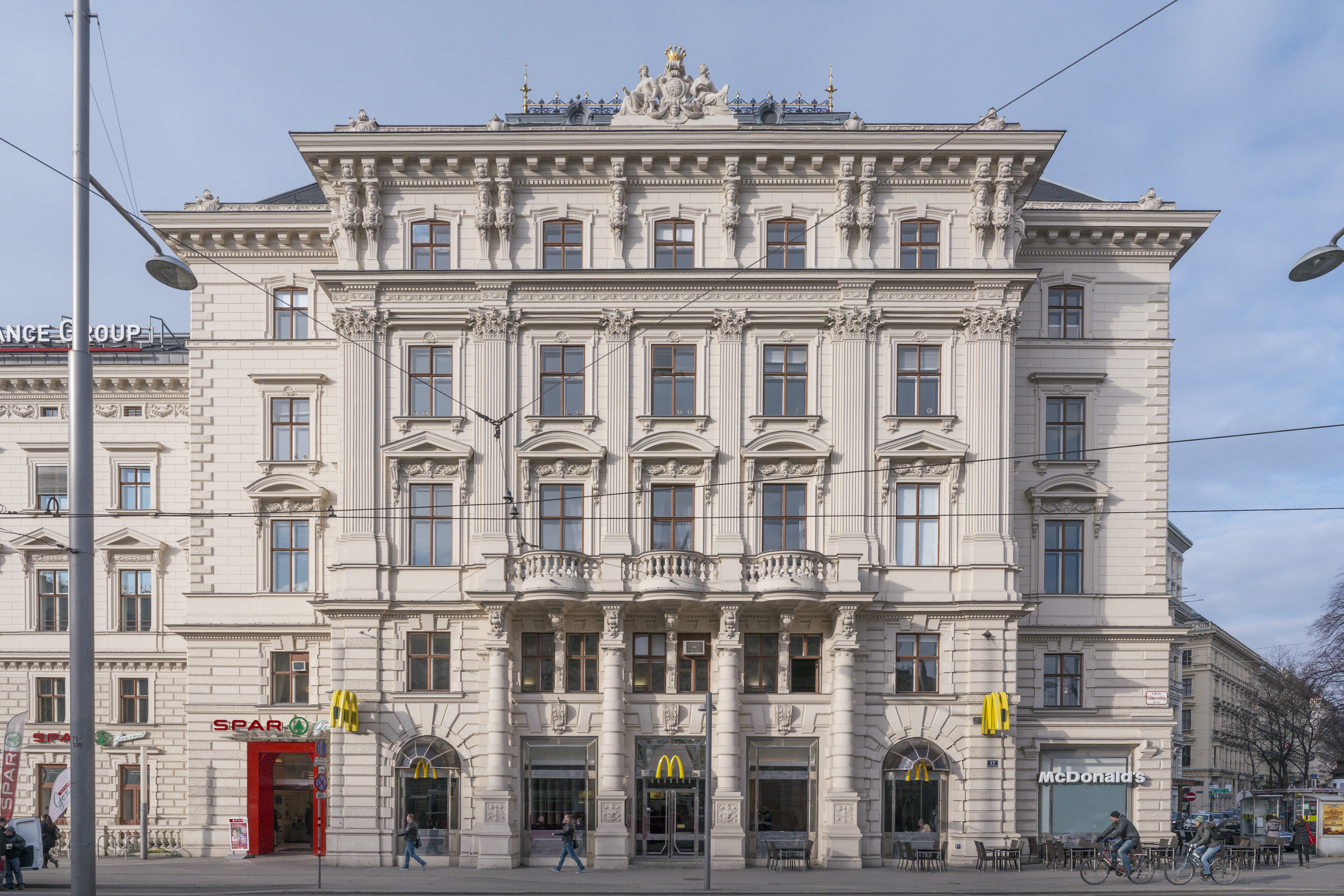
Дворец Вертгейма и первый австрийский McDonald’s

Дворец Вертгейма (Вертгеймский дворец, нем. Palais Wertheim, Wertheimpalais) — пятиэтажное здание в Вене на пересечении улицы Рингштрассе с площадью Шварценбергплац во Внутреннем Городе. Является панданом ко дворцу эрцгерцога Людвига Виктора, расположенному напротив. Оба дворца задумывались как архитектурное обрамление конного памятника фельдмаршалу князю Шварценбергу, согласуются по внешнему облику и входят в число так называемых дворцов на Рингштрассе.
Как и дворец эрцгерцога Людвига Виктора, дворец Вертгейма был построен по проекту архитектора Генриха фон Ферстеля для промышленника барона Франца фон Вертгейма в 1864—1868 годах. Различия в оформлении дворцов (колонны и скульптуры дворца эрцгерцога против пилястр и герм дворца Вертгейма) отражают социальную дифференциацию их владельцев — представителей знати и крупной буржуазии. В 1910 году дворец перестроили под жилой дом с офисными помещениями. В 1977 году на первом этаже дворца Вертгейма открылся первый в Австрии ресторан быстрого питания McDonald’s.